# ذو الجناح (صاروخ فضائي)
ذو الجناح: (بالفارسية: ذوالجناح) هو صاروخ فضائي إيراني الصنع، حامل للأقمار الصناعية. يعمل على ثلاث مراحل وهما، مرحلتان باستخدام الوقود الصلب يبلغ قُطراهما 1.5 متر، إلى جانب المرحلة الثالثة وهي مرحلة الوقود السائل التكميلي. فهو أول صاروخ حامل للأقمار الصناعية في جمهورية إيران يعمل بمزيج من الوقود الصلب والسائل. كما أنه أحد أكبر الصواريخ العاملة بالوقود الصلبة في ترسانة جمهورية إيران الصاروخية. يبلغ طول ناقل الاقمار الصناعية ذو الجناح 25.5 متراً، ووزنه 52 طناً، وهو قادر على حمل قمر صناعي واحد زنته 220 كيلوجراماً، أو حمل ما يصل إلى 10 أقمار صناعية صغيرة، أو حمل سلسلة من المقذوفات المتعددة إلى مدار يبعد 500 كيلومتر عن سطح الأرض. وقد أُنتِجَ على أيدي العلماء الأخصائيين في مجال الصناعات الفضائية بوزارة الدفاع الإيرانية. وجرت عملية إطلاقه لأول مرة على صعيد الفضاء الخارجي في البلاد لأغراض بحثية سنة 2021م، وهو مزود بتقنية أقوى محرك في جمهورية إيران يعمل على الوقود الصلب وبقوة دفع تزيد عن 750 طناً. وتفيد بعض التقارير الدولية بأن حامل الأقمار الصناعية ذو الجناح قادر على حمل رأس نووي واحد على الأقل. ويتزامن إطلاق هذا الصاروخ الفضائي مع أيام الذكرى الـ 42 لانتصار الثورة الإسلامية، وكذلك (يوم التقنية الفضائية الوطني) في جمهورية إيران.

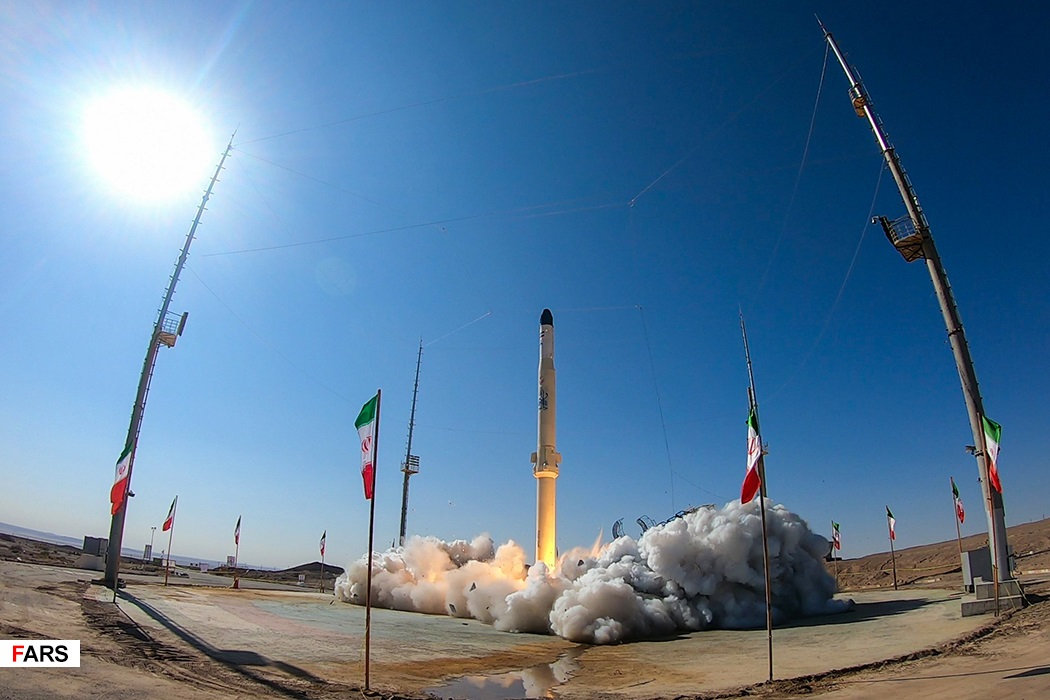
ذو الجناح، الصاروخ الحامل الفضائي الإيراني أثناء الإطلاق

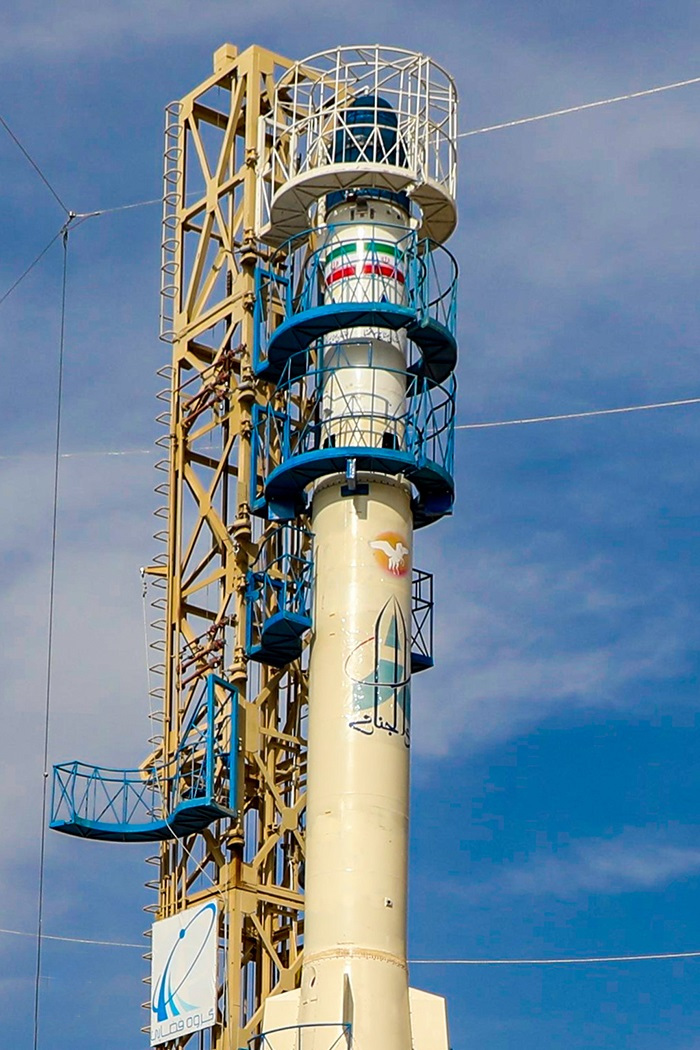
حامل الأقمار الصناعية ذو الجناح في برج الخدمة قبل الإطلاق

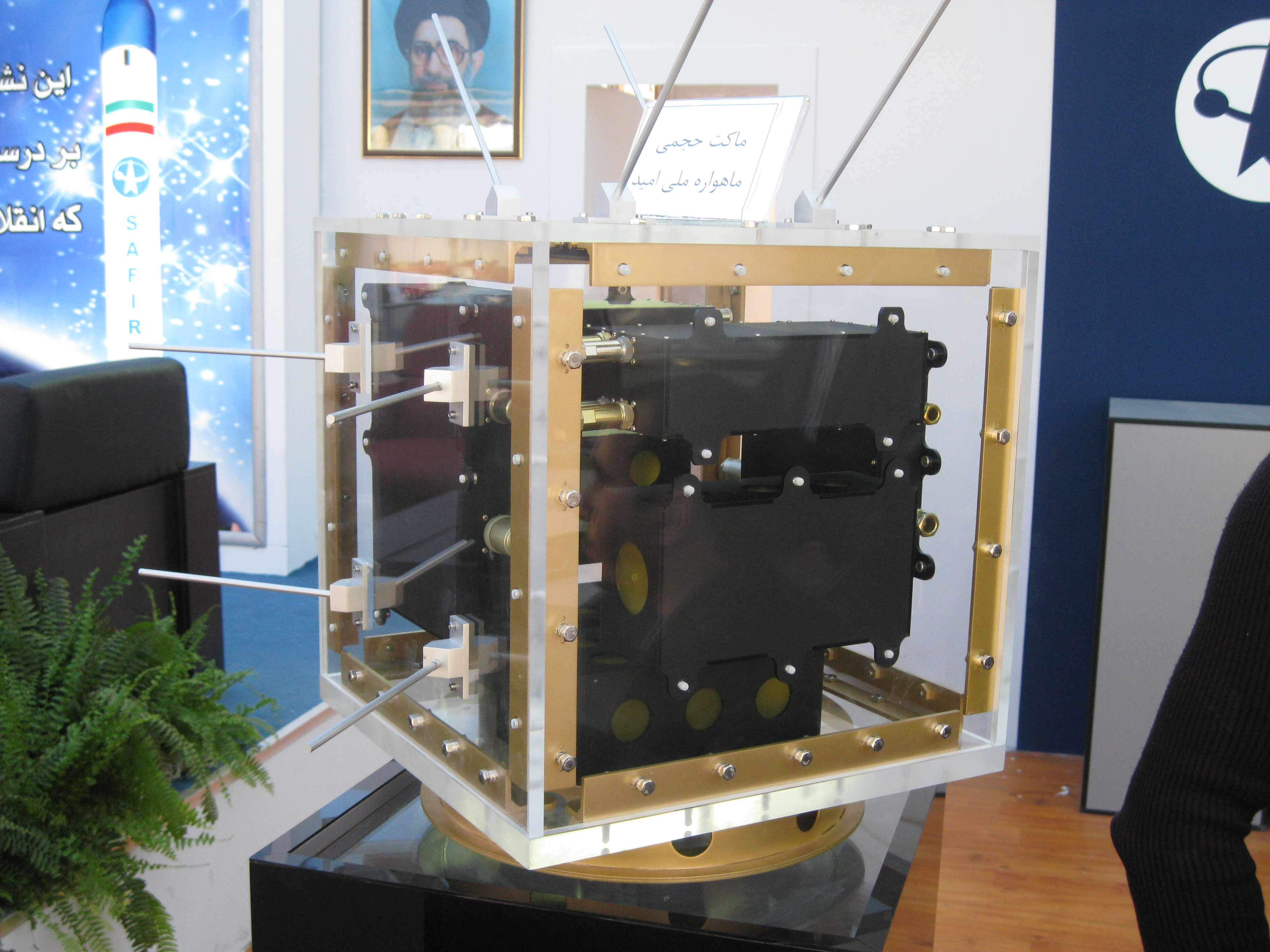
القمر الصناعي أميد والذي أُرسِلَ على متن الصاروخ الفضائي الإيراني سفير 2

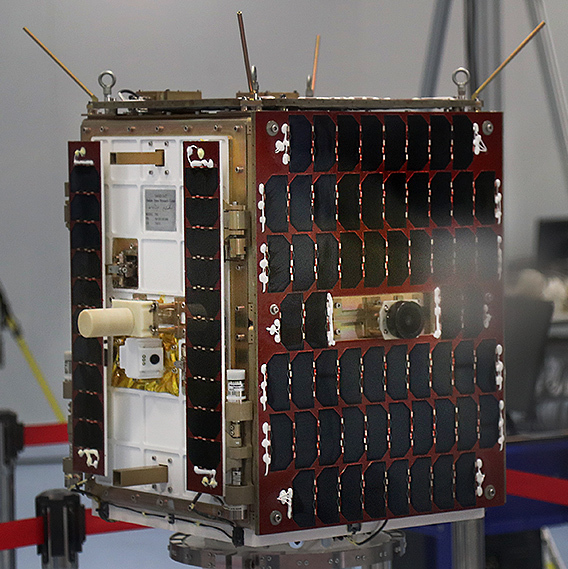
القمر الصناعي الوطني الإيراني ناهيد-1 المخصص للإتصالات

## نبذة مختصرة عن صاروخ ذو الجناح
كان إمتلاك جمهورية إيران تكنولوجيا رئيسة مثل دورة الوقود النووي والبرنامج الفضائي والصاروخي، أحد أهم ثمار استقلال الإستراتيجية الإيرانية، بعد ثورة 1979م. وخلال الأعوام الماضية، كان العمل على تطوير العلوم والتكنولوجيا، وكذلك العلوم الإستراتيجية، في الداخل بمثابة تحدي للنظام الإيراني. وقد واجه تطوير هذه العلوم وتأثيرها على رفع مستوى الأمان وتدعيم القوة السياسية، العقوبات الغربية والعقبات الأحادية ومتعددة الجوانب. وقد أطلقت جمهورية إيران في سنة 2021م، صاروخ (ذو الجناح) إلى الفضاء، وهو مركبة هجينة حاملة للأقمار الصناعية تعمل على مرحلتين من الوقود الصلب إلى جانب مرحلة الوقود السائل التكميلي. إن هذه المركبة قادرةٌ على إطلاق حمولة تزن 220 كجم من قمر صناعي واحد أو أكثر على ارتفاع يبلغ أقصاه 500 كلم، ونظراً لعدم وجود قمر صناعي جديد على متن هذا الصاروخ، وصفتهُ إيران بأنه اختبار تشغيل فحسب، وبجانب توقيته فإن قرار طهران بإطلاق هذا الصاروخ إلى الفضاء يكشف جوانب تكنولوجية مثيرة للاهتمام مقارنةً بآخر إطلاق ناجح لها لقمر صناعي في 22 أبريل 2020م. وعلى عكس صاروخ حامل الأقمار الصناعية (قاصد) فإن (ذو الجناح) لم يتم إطلاقهُ من منصة إطلاق الصواريخ المتنقلة التي تُعرف اختصاراً بــ (TEL)، ولكن من منصة الإطلاق الثابتة في مقاطعة سمنان الإيرانية مما يُظهر حجم الثقة الذي تتحلى به طهران واستعراضها للقفزات التكنولوجية من جهة أخرى. وبالنظر إلى أن الصاروخ يعمل على مرحلتين من الوقود الصلب، كان وقت التجهيز قصيراً وحاولت أَلا تلتقط الأقمار الصناعية الأجنبية صوراً جغرافية مكانية، وتجنبت أي هجوم من المجال السيبراني أو المجالات الأخرى. أن لصاروخ (ذو الجناح) محرك ذو ثلاث منصات يزن 74 كيلوطن وهو أقل بمقدار 16 كيلوطن من الصاروخ البالستي العابر للقارات (إل جي إم 30 مينتمانLGM-30G Minuteman III/). وقبل صواريخ (قاصد وذو الجناح) الفضائية، أجرت جمهورية إيران 12 محاولة إطلاق، إذ أرسلت أربعة أقمار صناعية إلى الفضاء، وكان أول إطلاق ناجح لها في 2009م، وقد أجرت تجارب بإطلاق مركبات تعمل بالوقود السائل وهجينة (باستخدام الوقود الصلب والسائل) وأخرى تعمل بالوقود الصلب. يُذكَر أن الحرس الثوري الإيراني أطلق الصاروخ (سجيل) الذي يعمل بالوقود الصلب وبقطر كبير في عام 2008م.

## الاختبار
أعلنت جمهورية إيران سنة 2021م، أنها إختبرت بنجاح صاروخاً جديداً لإطلاق الأقمار الصناعية للمساعدة في الوصول (لأقوى محرك صاروخي لديها). وقد تم تحديد الاختبار الأول لإطلاق ذو الجناح، بهدف التحقق من صحة أداء الوقود الصلب في (الإطلاق المداري الفرعي)، ولكن بالإضافة إلى التشغيل الصحيح للمرحلة الأولى حقق الصاروخ نجاحاً كبيراً في إنفصال المرحلة الأولى وبداية المرحلة الثانية. ان هذا الاختبار من شأنه أن يثير إحتجاجات من الولايات المتحدة الأمريكية وتؤجج التوتر في شأن برامج طهران النووية والصاروخية. وتخشى الولايات المتحدة من استخدام إيران مثل هذه التكنولوجيا الخاصة بالصواريخ الباليستية بعيدة المدى المستخدمة لوضع الأقمار الصناعية في مدار حول الأرض في إطلاق رؤوس حربية نووية، وتنفي طهران الاتهام الأمريكي. وقال المتحدث باسم وحدة الفضاء الخارجي في وزارة الدفاع الإيرانية أحمد حسيني، للتليفزيون الحكومي، إن «الاختبار ساعد إيران في تحقيق أقوى محرك صاروخي، ويمكن إطلاق الصاروخ باستخدام منصة إطلاق متنقلة». وعرض التليفزيون الإيراني إطلاق الصاروخ الناقل للأقمار الصناعية، لكنه لم يذكر موعد الإطلاق. وقال التليفزيون: «ذو الجناح قادر على الوصول إلى إرتفاع 500 كيلومتر، الصاروخ الناقل للأقمار الصناعية، ثلاثي المراحل، يَستَخدِم مزيجاً من الوقود الصلب والسائل. ويَستَخدِم الوقود الصلب في المرحلتين الأولى والثانية والوقود السائل في المرحلة الثالثة».

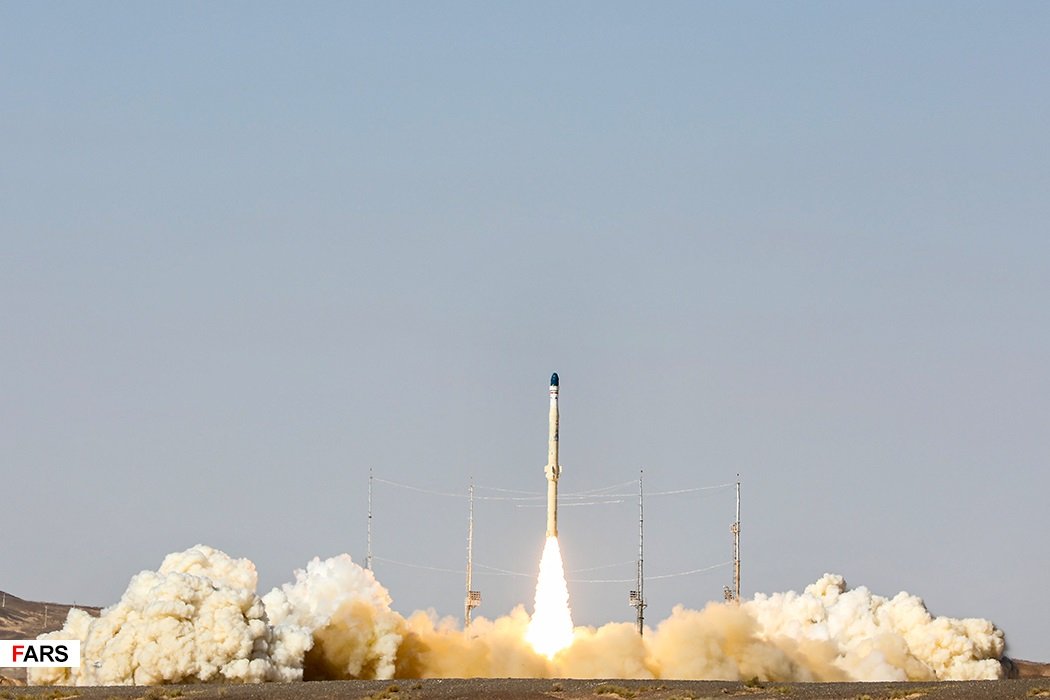
ذوالجناح در حال برخاستن از پایگاه فضایی سمنان

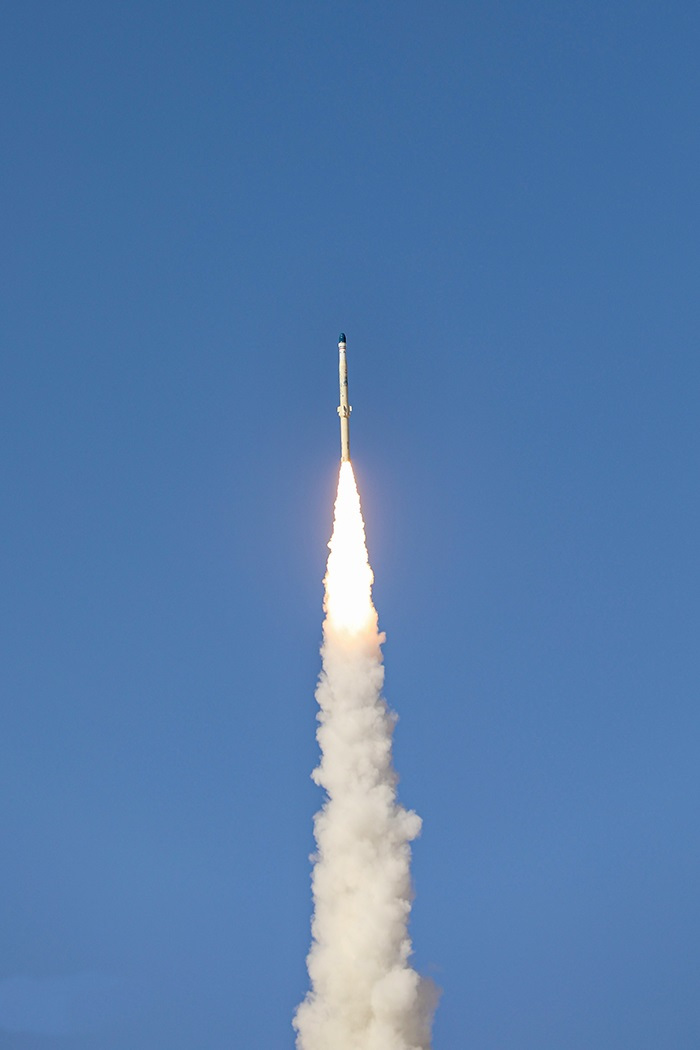
ذوالجناح در پرواز زیرمداری

## المواصفات
ان من مواصفات حامل الأقمار الصناعية ذو الجناح، تقليص التكاليف وزيادة السرعة وقابلية الإطلاق من منصات متحركة. كما أنه قادر على الوصول إلى ارتفاع 500 كيلومتر. ان هذا الصاروخ الناقل للأقمار الصناعية، ثلاثي المراحل، يَستَخدِم مزيجاً من الوقود الصلب والسائل. ويستخدم الوقود الصلب في المرحلتين الأولى والثانية والوقود السائل في المرحلة الثالثة.

## الخصائص
يتميز حامل الأقمار الصناعية الإيراني ذو الجناح بأنه:
• أول حامل للأقمار الصناعية إيراني الصنع يعمل على الوقود الصلب في المرحلة الأولى.
• أول حامل للأقمار الصناعية مزود بمحركي دفع متشابهين في المرحلتين الأولى والثانية.
• ثاني حامل للأقمار الصناعية ثلاثي الأطوار في جمهورية إيران.
• ثاني حامل للأقمار الصناعية هجين في جمهورية إيران.
• ثاني حامل للأقمار الصناعية في فئة حمولة يزيد وزنها عن 200 كجم.
• ثاني حامل للأقمار الصناعية لا يحتاج إلى منصة ثابتة للإطلاق، وبالتالي يمكن إطلاقه بسهولة من خطوط العرض إلى جنوب جمهورية إيران.
• يمتاز بامتلاكه لأقوى أنواع الوقود الصلب في جمهورية إيران.
• يمتلك 4 أضعاف السعة الاستيعابية للحمولة مقارنةً بنظيره الصاروخ الفضائي (سفير-1)، مع مضاعفة وزن حامل الأقمار الصناعية.
• استخدام المرحلة الثانية من الصاروخ الفضائي (سفير-1) كمرحلة ثالثة في صاروخ (ذو الجناح)، والتي تم إختبارها جيداً وإثبات فعاليتها في السنوات الـ 12 الماضية، فضلاً عن إمتلاكها العديد من المهام الناجحة.

## الوقود المستخدم في حامل الأقمار الصناعية ذو الجناح
يؤدي استخدام نوعين من الوقود الدافع، (الوقود الصلب والسائل)، في مراحل مختلفة من حامل الأقمار الصناعية، إلى إنشاء حامل هجين صناعي. في الوقود الهجين، يتم تخزين أحد المكونات والذي يمكن أن يكون وقوداً، في شكل صلب ويتم تخزين المكون الآخر، مثل مادة مؤكسدة، في صورة سائلة بحيث يمكن التحكم في كمية الدفع وعملية الإحتراق بالنسبة إلى الوقود الصلب الدافع. وتجدر الإشارة إلى أنه في الوقود الصلب، على عكس الوقود السائل، بعد الإحتراق، لا يتم التحكم في عملية الدفع على الفور وتعتمد فقط على التصميم الذي تم إجراؤه من البداية. ومع ذلك، في الوقود السائل، من خلال التحكم في تدفق الوقود والأكسدة هناك قدر كبير من التحكم في عملية الإحتراق وكمية الدفع الناتجة، مما يجعل من الممكن ضبط سرعة الحمولة بدقة عند حقنها في المدار. أصبح الصاروخ حامل الأقمار الصناعية «ذو الجناح» أقوى صاروخ من نوعه في جمهورية إيران يعمل على القود الصلب، حيث تم زيادة قطر محرك الدفع والحصول على 74 الف كيلوجرام من القوة.

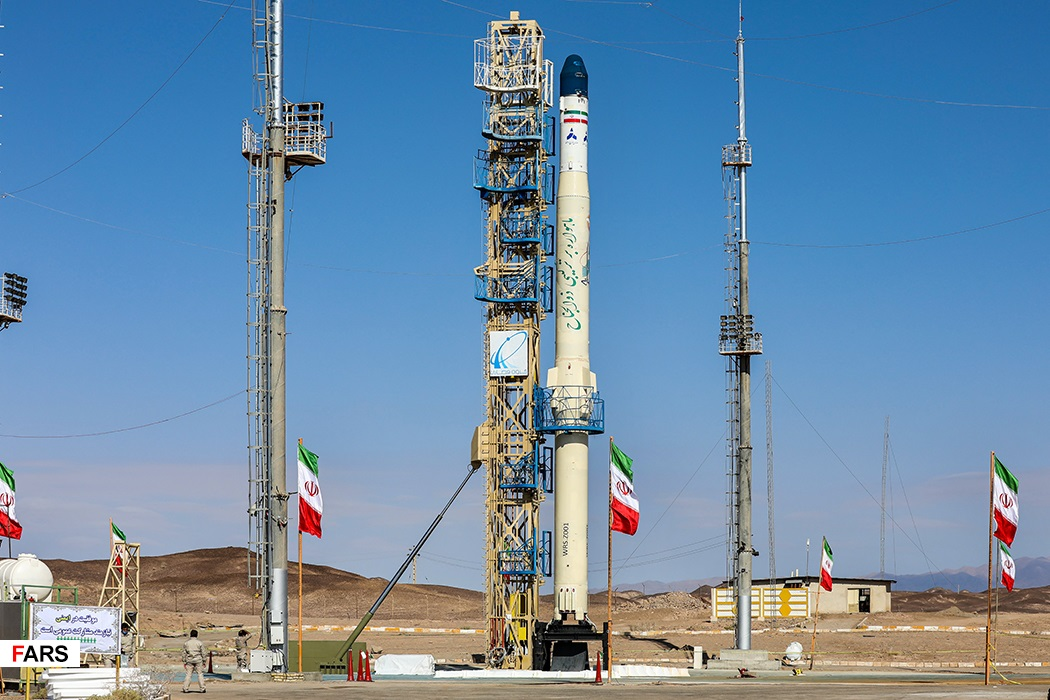
تجهيز حامل الأقمار الصناعية الإيراني ذو الجناح قبل الإطلاق

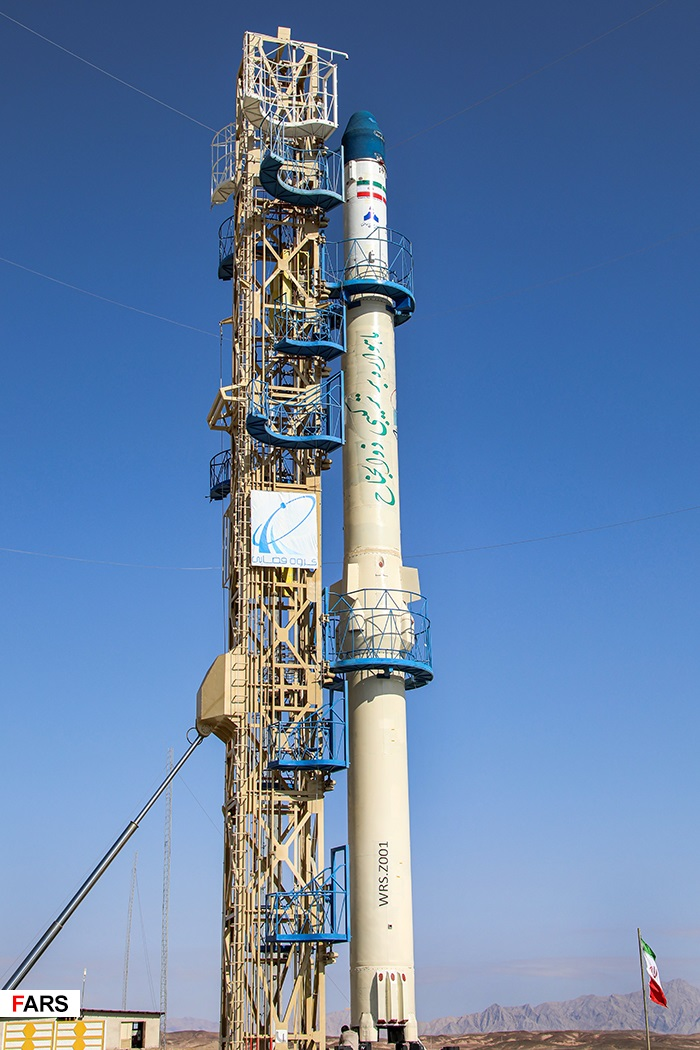
تجهيز الصاروخ الفضائي الإيراني ذو الجناح قبل إطلاقه إلى الفضاء

## مكان الإطلاق
عرض التلفزيون الحكومي الإيراني لقطات أظهرت انطلاق الصاروخ الفضائي ذو الجناح في منطقة صحراوية منبسطة، من دون أن يحدد مكان وزمان التجربة، وأشارت وكالة مهر للأنباء إلى أن التجربة تمت من محافظة سمنان (وسط البلاد)، التي تضم المركز الفضائي الإيراني. وكان الحرس الثوري الإيراني قال في أبريل/ نيسان 2020م إنه وضع بنجاح أول قمر صناعي عسكري إيراني وهو (نور-1) في مدار حول الأرض، بعد محاولات غير ناجحة في الأشهر السابقة.

## قاعدة الإطلاق
ان حامل الأقمار الصناعية ذو الجناح الإيراني لا يحتاج إلى منصة إطلاق ثابتة. فعدم وجود قاعدة إطلاق ثابتة. بالنسبة لنظام الأقمار الصناعية، من الضروري الإطلاق بزوايا مختلفة للميل أو الميل المداري. وإذا تم استخدام قاعدة إطلاق ثابتة، فيجب استخدام كتل النقل المدارية، ولكن مع صاروخ مثل ذو الجناح والذي يمكنه استخدام قاعدة متنقلة يمكن إطلاقه من خطوط العرض.

## ردود أفعال
الولايات المتحدة:
• وزارة الخارجية الأمريكية: أعرب المتحدث باسم وزارة الخارجية الأميركية، يوم الثلاثاء 2 فبراير/ 2021م، عن قلقه إزاء إطلاق الصاروخ الإيراني الحامل للأقمار الصناعية. ووفقاً لوكالة فرانس برس، قال المتحدث باسم وزارة الخارجية الأميركية إن الولايات المتحدة لا تزال قلقة بشأن جهود إيران لتطوير الصواريخ الحاملة للأقمار، لأن مثل هذه البرامج بإمكانها توسيع قدرة إيران الصاروخية الباليستية. وأضاف المتحدث: "تشكل الصواريخ الفضائية مصدر قلق كبيراً بشأن الإنتشار النووي لأن تقنيتها متشابهة ويمكن استبدالها بأنظمة صواريخ بعيدة المدى.
• مجلة فوربس الأمريكية: أفادت مجلة (Forbes) بأن هذا الصاروخ الفضائي يستطيع حمل رأس نووي حربي، بينما لفتت وسائل إعلامية أخرى إلى أن إطلاق الصاروخ تزامن مع مناقشة إدارة بايدن الجديدة إحياء خطة العمل الشاملة المشتركة، أو الاتفاق النووي الإيراني.
 إيران:
• وزير الدفاع الإيراني: إعتبر وزير الدفاع وإسناد القوات المسلحة الإيرانية العميد أمير حاتمي التقدم الباهر في مختلف المجالات بأنه متمثل في الحصول على التقنية الدفاعية المتطورة في مجال القتال البري والجوي والبحري والدفاعي والإلكتروني والصواريخ الحاملات للأقمار الصناعية، قائلاً "إن صاروخ ذو الجناح الحامل للأقمار الصناعية يُعتبَر مثالاً بارزاً للجهود المبذولة من قبل العلماء الشباب لإيران الإسلامية والذين تمكن باستخدام وقود هجين من إثبات القوة العلمية للجمهورية الإسلامية الإيرانية. وخلال اجتماع مع أمين اتحاد الجمعيات الإسلامية لشبه القارة الهندية ومجموعة من الطلاب الإيرانيين المقيمين بالهند، أعرب العميد أمير حاتمي عن تقديره للطلاب الإيرانيين الراغبين بالعلم والمعرفة، قائلاً إن الشباب الإيرانيين أثبتوا أنهم لا يدخرون جهداً في الحصول على العلم والمعرفة والتقنية والوصول إلى قلل التقدم وإنهم كانوا على الدوام رواداً ومتقدمين. يُذكَر أن وزير الدفاع وأسناد القوات المسلحة الإيرانية قام بزيارة إلى الهند بدعوة رسمية من نظيره الهندي وللمشاركة في اجتماع لوزراء الدفاع للدول المطلة على المحيط الهندي.
• المتحدث باسم قسم الفضاء الخارجي: أعلن المتحدث باسم قسم الفضاء الخارجي في وزارة الدفاع الإيرانية أحمد حسيني إطلاق صاروخ ذو الجناح الناقل للأقمار الصناعية ولأغراض بحثية. وأضاف حسيني «يحتوي ناقل القمر الصناعي هذا على ثلاث مراحل، مرحلتان باستخدام الوقود الصلب ومرحلة واحدة للدفع بواسطة الوقود السائل، بما يؤهله لمنافسة الأقمار الصناعية المتطورة تقنياً في العالم، وهو قادرعلى حمل قمر صناعي يزن 220 كغ إلى مدار يبعد 500 كم عن سطح الارض». ولفت حسيني إلى أن «من أهم إنجازات هذه التجربة الفضائية هو التوصل إلى تقنية أقوى محرك يعمل بالوقود الصلب وبقوة دفع تزيد عن 750 طناً في البلاد، وأيضاً التحقق من صحة التقنيات الحديثة الأخرى المستخدمة في هذا المنتج».

## معرض الصور

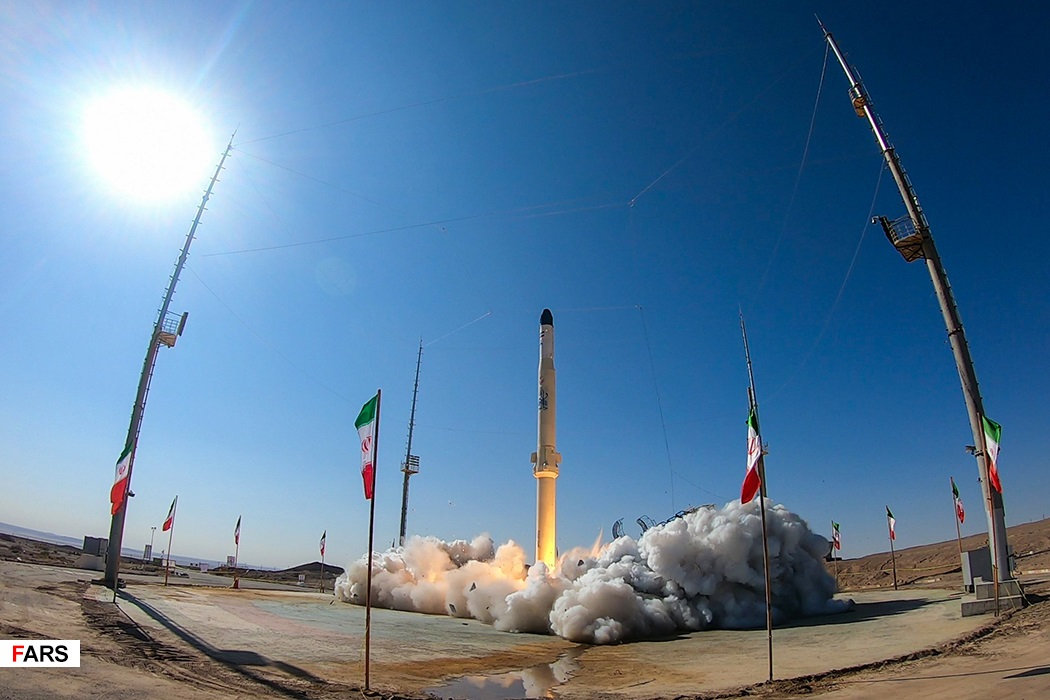
ذو الجناح، الصاروخ الحامل الفضائي الإيراني أثناء الإطلاق

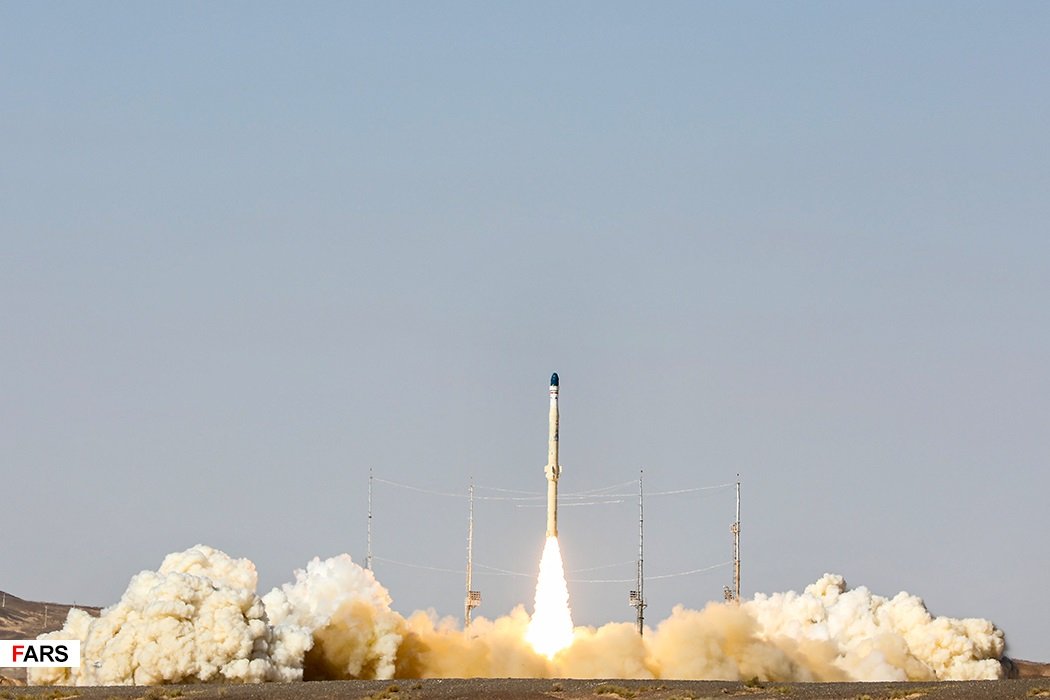
ذوالجناح در حال برخاستن از پایگاه فضایی سمنان

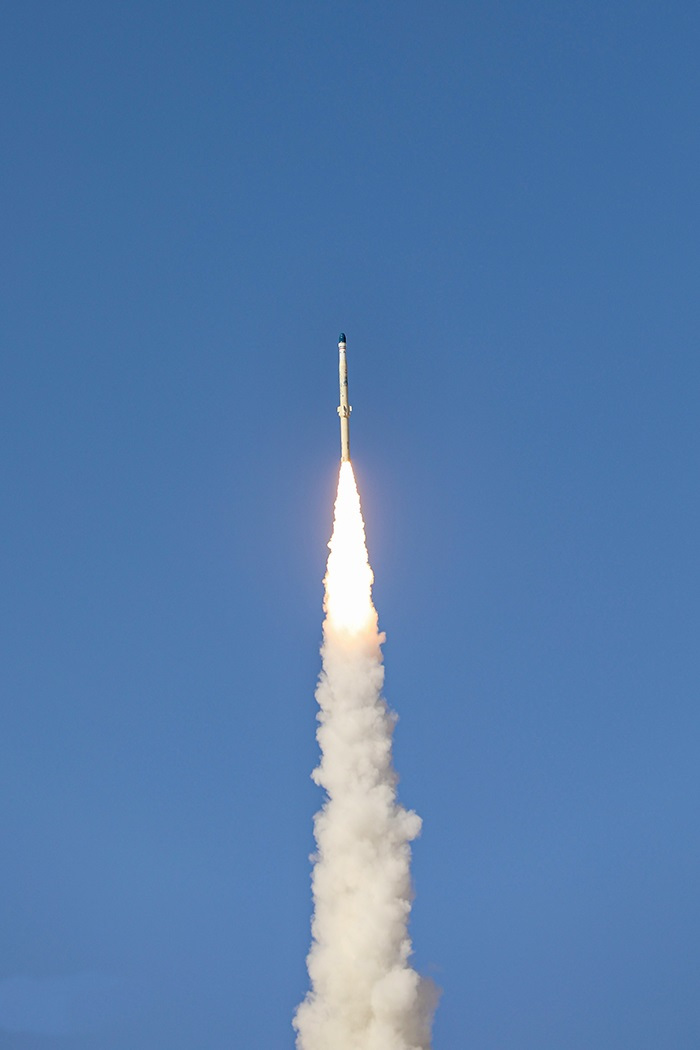
ذوالجناح در پرواز زیرمداری

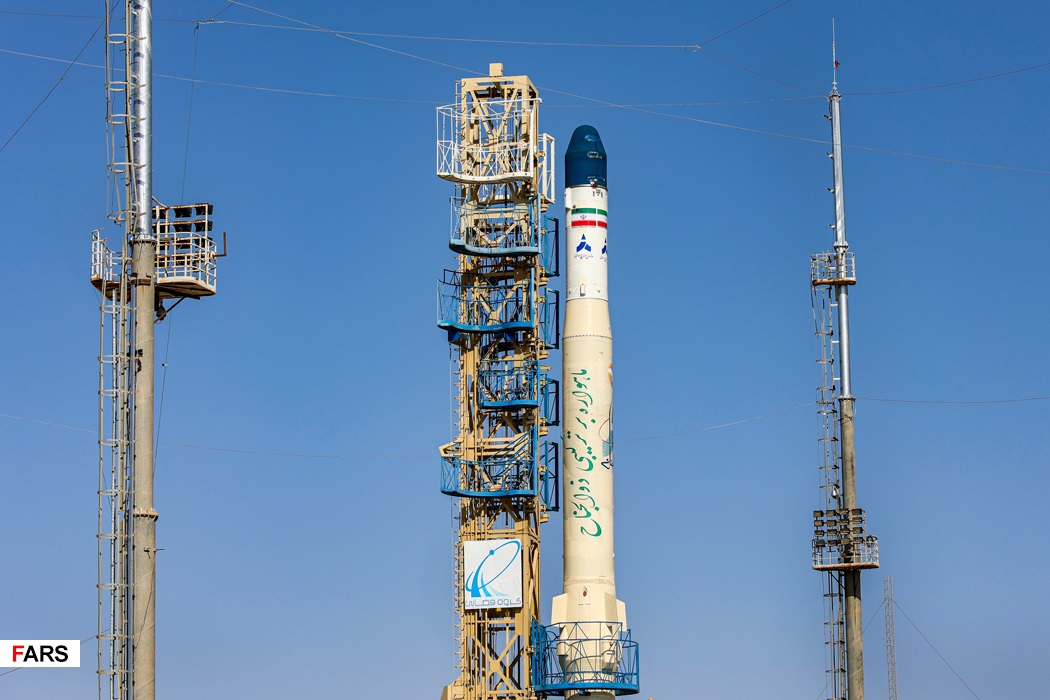
ذوالجناح در کنار برج خدماتی

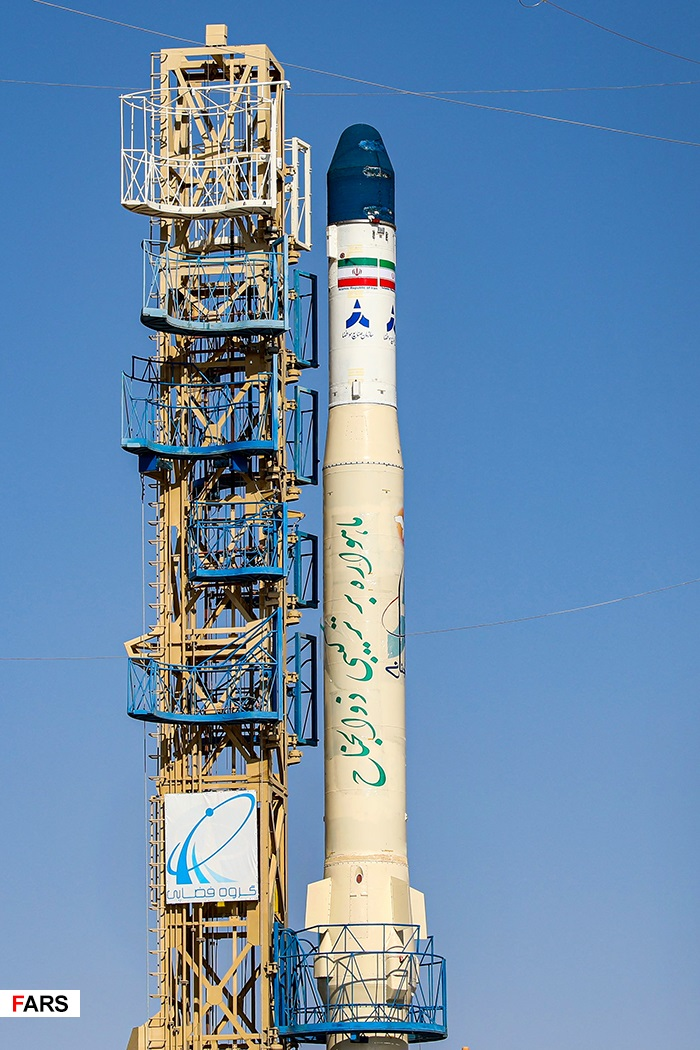
ذوالجناح در پرواز زیرمداری

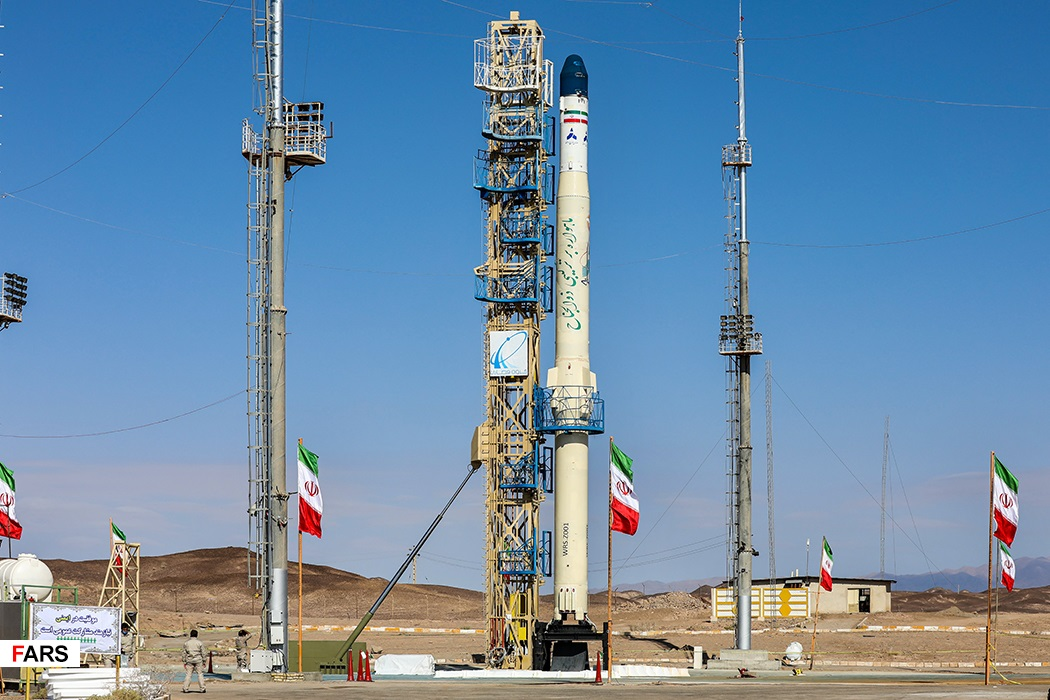
تجهيز حامل الأقمار الصناعية الإيراني ذو الجناح قبل الإطلاق

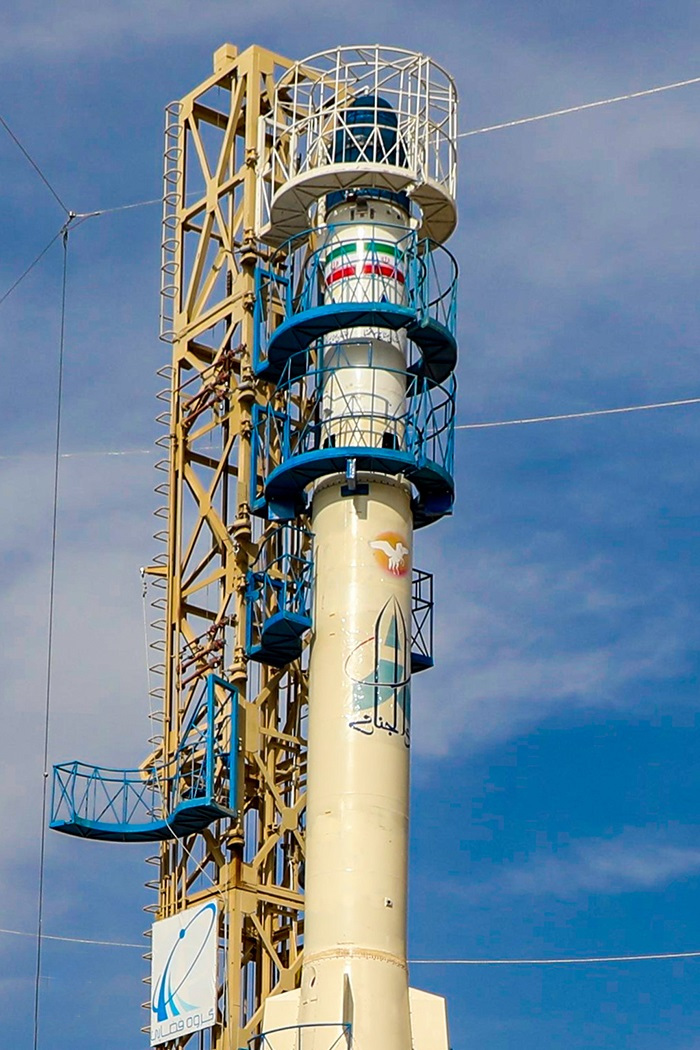
منظر مقرب لحامل الأقمار الصناعية الإيراني ذو الجناح

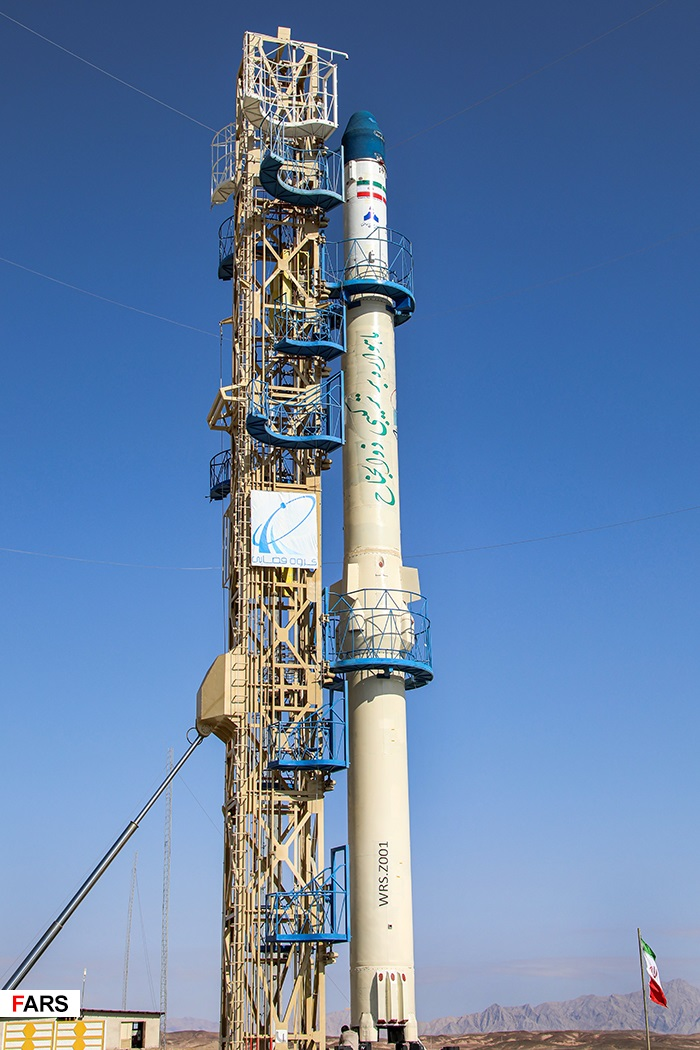
تجهيز الصاروخ الفضائي الإيراني ذو الجناح قبل إطلاقه إلى الفضاء

## انظر ايضاً
- أميد (قمر صناعي)
- عماد (صاروخ باليستي)
- نازعات (عائلة صواريخ)
- صاروخ توسن المضاد للدروع
- سومار (صاروخ جوال)
- قيام 1 (صاروخ باليستي)
- نويد (قمر صناعي)
- كبسولة بيشكام
- وكالة الفضاء الإيرانية